# Alkistis Protopsalti

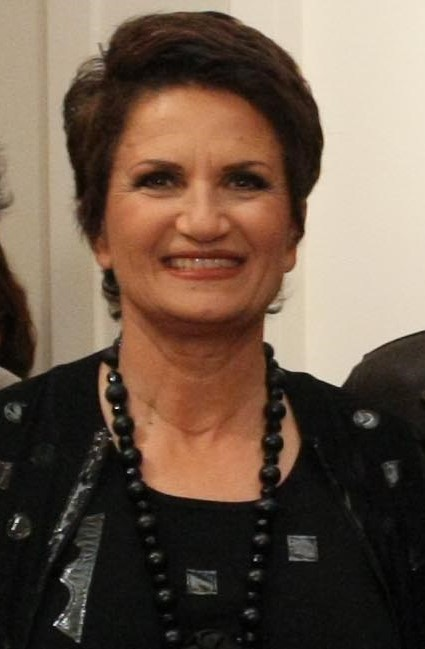
Alkistis Protopsalti

Alkistis Protopsalti (griechisch Άλκηστις Πρωτοψάλτη; * 18. Oktober 1954 in Alexandria als Alkistis-Sevasti Attikiouzeloglou griechisch Άλκηστις-Σεβαστή Αττικιουζέλογλου) ist eine griechische Sängerin. Im Jahr 2015 war sie stellvertretende Tourismusministerin Griechenlands im Übergangskabinett Thanou-Christofilou.

## Werdegang
Protopsalti wurde in Alexandria als Kind griechischer Eltern geboren. Ihre Familie verließ das Land zusammen mit zahlreichen anderen Griechen während der Regierungszeit von Nasser und zog nach Athen. Ihr Talent für den Gesang entdeckte Dimos Moutsis, der mit ihr die LP Tetralogia aufnahm.
Ihren musikalischen Durchbruch hatte sie mit der LP Kykloforo Ki Oploforo (Κυκλοφορώ κι οπλοφορώ) 1985, zugleich ihre erste Zusammenarbeit mit dem Komponisten Stamatis Kraounakis und der Texterin Lina Nikolakopoulou. 1991 entstand aus der Musik von Goran Bregović und griechischen Texten von Lina Nikolakopoulou das Album Paradechtika (Παραδέχτηκα).
San Ifestio Pou Xypna (Σαν ηφαίστειο που ξυπνά; deutsch: Wie ein Vulkan, der erwacht; 1997) war die erste Kooperation von Alkistis Protopsalti und Lina Nikolakopoulou mit dem Komponisten Nikos Antypas.
Alkistis Protopsalti trat zusammen mit anderen Sängern 2004 bei der Schlussfeier der Olympischen Spiele in Athen auf. 2011 war sie maßgeblich am musikalischen Rahmenprogramm der Special Olympics in Athen beteiligt. Außer in Griechenland gab sie Konzerte in Belgien, Dänemark, Deutschland, Frankreich, Israel, den Niederlanden und den USA.
Seit November 2013 tritt sie zusammen mit Eleftheria Arvanitaki in Griechenland in einer Reihe von Konzerten auf. Im Mai 2014 erschien ihr Album Thea Paradisou (Θέα Παραδείσου) mit Musik von Nikos Antypas bei Heaven Music.
Am 28. August 2015 wurde sie als stellvertretende Tourismusministerin ins Kabinett der Übergangsregierung Thanou-Christofilou berufen. Sie hatte das Amt bis zum 23. September 2015 inne und ist parteilos.
Im April 2020 sang sie während des ersten Lockdowns der COVID-19-Pandemie für die Bevölkerung Athens von einem Transportlastwagen, der durch die Straßen fuhr. Protopsaltis ungewöhnliches Konzert war als Aufmunterung der Menschen gedacht, die kaum aus ihren Wohnungen kamen, und als Dank für das Krankenhauspersonal. Ihr Einsatz traf zumeist auf Begeisterung, jedoch wurde sie auch dafür kritisiert.

## Diskografie

### Alben
- 1975: Tetralogia (Tετραλογια) (mit Dimos Moutsis)
- 1977: Apla Tragoudia (Απλά τραγούδια)
- 1979: Grammata Ston Makrigianni Kai Alla Laika (Γράμματα στο Μακρυγιάννη κι άλλα λαϊκά)
- 1980: Maniatika (Μανιάτικα)
- 1981: Alkistis Protopsalti (Άλκηστις Πρωτοψάλτη)
- 1984: Exodos Kindinou (Έξοδος κινδύνου)
- 1984: Prosanatolismoi (Προσανατολισμοί)
- 1985: Kykloforo Ki Oploforo (Κυκλοφορώ κι οπλοφορώ)
- 1986: Paei I Agapi Mou (Πάει η αγάπη μου)
- 1987: Leoforos (Λεωφόρος) (mit Eleftheria Arvanitaki und Kostas Ganotis)
- 1988: Dikaioma (Δικαίωμα)
- 1989: Dyo Vimata Apo Tin Ammo (Δύο βήματα από την άμμο)
- 1991: Paradechtika (Παραδέχτηκα)
- 1993: Anthropon Erga (Ανθρώπων έργα)
- 1993: Epitychies (Επιτυχίες)
- 1994: Ta Prota Mou Tragoudia (Τα πρώτα μου τραγούδια)
- 1995: To Trito Stefani (Το τρίτο στεφάνι)
- 1996: Odio Irodou Attikou - I Alkistis Protopsalti Se Erga Tou Ilia Andriopoulou (Η Άλκηστις Πρωτοψάλτη σε έργα του Ηλία Ανδριόπουλου)
- 1997: San Ifestio Pou Xypna (Σαν ηφαίστειο που ξυπνά)
- 2000: Ydrogeies Sferes (Υδρόγειες σφαίρες)
- 2002: Pes Mou Thalassa (Πες μου θάλασσα)
- 2004: Na Se Vlepo Na Gelas (Να σε βλέπω να γελάς)
- 2007: Sto Oreotero Simio (Στο ωραιότερο σημείο)
- 2010: Fanera Mystika (Φανερά Μυστικά)
- 2012: Gia Pou Travas Elpida (Για Που Τραβάς Ελπίδα) (mit Evanthia Reboutsika)
- 2014: Thea Paradisou (Θέα Παραδείσου)

### Live-Alben
- 1990: Leoforos B! (Λεωφόρος Β')
- 1992: Mia Mousiki Parastasi Zoom '91 - '92 (Μια μουσική παράσταση Zoom '91 - '92)
- 1999: San Ifestio Pou Xypna Live (Σαν ηφαίστειο που ξυπνά)
- 2003: Ta Paramythia Mias Fonis (Τα παραμύθια μιας φωνής)
- 2005: Live sto VOX - (Live στο VOX - Δήμητρα Γαλάνη, Άλκηστις Πρωτοψάλτη) (mit Dimitra Galani)
- 2011: Ena Piano - Mia Foni; Gazarte Live 1 & 2 (mit Stefanos Korkolis)
- 2012: Rentevou Sto Pallas (mit Mario Frangoulis)
- 2013: Ena Taxidi Sti Lilipoupoli (Ένα Ταξίδι Στη Λιλιπούπολη)

### Kompilationen
- 1999: The very best of 1985 - 1997
- 2008: 30 Chronia Diskografia (30 χρόνια δισκογραφία)

### Singles (Auswahl)
- 1985: O Adonis
- 1988: Zita Mou Oti Thes
- 1991: Venzinadiko
- 1993: Ta Laika
- 1997: Dithesio
- 2003: S'agapo (mit Antonis Remos)
- 2005: O Aggelos Mou
- 2007: Pame Havai